# 罗亦经
罗亦经（1911年—1991年），中国人民解放军将领、中国人民解放军开国少将。
曾任中国人民解放军军委直属政治部副主任。1955年，授予中国人民解放军少将。